# Copa Pan-Americana de Voleibol Feminino de 2012
O Copa Pan-Americana de Voleibol Feminino de 2012 foi a 11ª edição do torneio organizado pela União Pan-Americana de Voleibol (UPV), em parceria com a NORCECA e CSV, realizado no período de  12 a 21 de julhocom as partidas realizadas  no Gimnasio Universitario UACJ e  Gimnasio Del COBACH, localizados na Ciudad Juárez e em  Chihuahua, respectivamente;  contou com a participação de doze países e com vagas para disputar a edição do Grand Prix de Voleibol de 2013.
A Seleção Estadunidense conquistou seu segundo título na competição;e a atleta do time campeão  Kristin Hildebrand foi eleita a Melhor Jogadora (MVP) de toda competição.

## Seleções participantes
As seguintes seleções participaram da Copa Pan-Americana de Voleibol Feminino:
| Equipe               | Última participação |
| -------------------- | ------------------- |
| México               | (Sede), 9º em 2011  |
| Argentina            | 6º em 2011          |
| Brasil               | 1º em 2011          |
| Canadá               | 7º em 2011          |
| Colômbia             | Estreante           |
| Costa Rica           | 11º em 2011         |
| Cuba                 | 4º em 2011          |
| Estados Unidos       | 3º em 2011          |
| Peru                 | 8º em 2011          |
| Porto Rico           | 5º em 2011          |
| República Dominicana | 2º em 2011          |
| Trinidad e Tobago    | 10º em 2011         |

## Formato da disputa
As doze seleções foram divididas proporcionalmente em Grupos A e B, em cada grupo as seleções se enfrentam entre si, e ao final dos confrontos a melhor equipe de cada grupo classifica-se automaticamente para as semifinais; já as segundas e terceiras posições disputaram as quartas de final (cruzamento olímpico).
As equipes posicionadas na quarta e quinta posição de cada grupo disputaram as classificações do quinto ao décimo lugares e as sextas colocadas disputaram a décima primeira colocação.
Os perdedores das quartas de final disputaram as classificações do sétimo ao décimo lugares, já os  vencedores das quartas de final disputaram as semifinais e destes confrontos as melhores equipes fizeram a final e os perdedores a disputa do bronze.

## Fase classificatória
Classificação

## Grupo A
|     |                      |     | Jogos | Jogos | Jogos | Resultados | Resultados | Resultados | Resultados | Resultados | Resultados | Sets | Sets | Sets  | Pontos | Pontos | Pontos |
| Pos | Equipe               | Pts | T     | V     | D     | 3–0        | 3–1        | 3–2        | 2–3        | 1–3        | 0–3        | V    | P    | R     | V      | P      | R      |
| --- | -------------------- | --- | ----- | ----- | ----- | ---------- | ---------- | ---------- | ---------- | ---------- | ---------- | ---- | ---- | ----- | ------ | ------ | ------ |
| 1   | Estados Unidos       | 11  | 5     | 4     | 1     | 2          | 1          | 1          | 0          | 1          | 0          | 13   | 6    | 2.167 | 448    | 365    | 1.227  |
| 2   | Cuba                 | 12  | 5     | 4     | 1     | 1          | 2          | 1          | 1          | 0          | 0          | 14   | 7    | 2,000 | 462    | 413    | 1.119  |
| 3   | República Dominicana | 11  | 5     | 3     | 2     | 2          | 1          | 0          | 2          | 0          | 0          | 13   | 7    | 1.857 | 436    | 400    | 1.090  |
| 4   | Porto Rico           | 6   | 5     | 2     | 3     | 2          | 0          | 0          | 0          | 1          | 2          | 7    | 9    | 0.778 | 331    | 354    | 0.935  |
| 5   | Canadá               | 5   | 5     | 2     | 3     | 1          | 0          | 1          | 0          | 1          | 2          | 7    | 11   | 0.636 | 369    | 390    | 0.946  |
| 6   | Colômbia             | 0   | 5     | 0     | 5     | 0          | 0          | 0          | 0          | 1          | 4          | 1    | 15   | 0.067 | 276    | 400    | 0.690  |

Resultados
| 12 de julho de 2012 12:00 P2P3 | República Dominicana | 3 — 0             | Colômbia | Gimnasio Universitario UACJ, Ciudad Juárez Público: 300 Árbitro(s): TTO Brian Charles PER Raúl Zelada |
| 12 de julho de 2012 12:00 P2P3 | 25                   | Set 1 Set 2 Set 3 | 13 18 9  | Gimnasio Universitario UACJ, Ciudad Juárez Público: 300 Árbitro(s): TTO Brian Charles PER Raúl Zelada |

| 12 de julho de 2012 14:00 P2P3 | Estados Unidos | 3 — 0             | Canadá  | Gimnasio Universitario UACJ, Ciudad Juárez Público: 400 Árbitro(s): MEX Luís Macias BRA Luiz Coutinho |
| 12 de julho de 2012 14:00 P2P3 | 25             | Set 1 Set 2 Set 3 | 15 22 5 | Gimnasio Universitario UACJ, Ciudad Juárez Público: 400 Árbitro(s): MEX Luís Macias BRA Luiz Coutinho |

| 12 de julho de 2012 16:18 P2P3 | Cuba     | 3 — 1                   | Porto Rico | Gimnasio Universitario UACJ, Ciudad Juárez Público: 350 Árbitro(s): ARG Christian Chunco CRC Marvin Mora |
| 12 de julho de 2012 16:18 P2P3 | 16 25 15 | Set 1 Set 2 Set 3 Set 4 | 25 18 8 23 | Gimnasio Universitario UACJ, Ciudad Juárez Público: 350 Árbitro(s): ARG Christian Chunco CRC Marvin Mora |

| 13 de julho de 2012 16:00 P2P3 | Cuba | 3 — 0             | Colômbia | Gimnasio Universitario UACJ, Ciudad Juárez Público: 400 Árbitro(s): TTO Brian Charles PER Raúl Zelada |
| 13 de julho de 2012 16:00 P2P3 | 25   | Set 1 Set 2 Set 3 | 19 21 5  | Gimnasio Universitario UACJ, Ciudad Juárez Público: 400 Árbitro(s): TTO Brian Charles PER Raúl Zelada |

| 13 de julho de 2012 18:00 P2P3 | República Dominicana | 3 — 1                   | Canadá     | Gimnasio Universitario UACJ, Ciudad Juárez Público: 750 Árbitro(s): CRC Marvin Mora MEX Luís Macias |
| 13 de julho de 2012 18:00 P2P3 | 25 18 25             | Set 1 Set 2 Set 3 Set 4 | 17 25 19 2 | Gimnasio Universitario UACJ, Ciudad Juárez Público: 750 Árbitro(s): CRC Marvin Mora MEX Luís Macias |

| 13 de julho de 2012 20:30 P2P3 | Estados Unidos | 3 — 0             | Porto Rico | Gimnasio Universitario UACJ, Ciudad Juárez Público: 600 Árbitro(s): BRA Luiz Coutinho ARG Christian Chunco |
| 13 de julho de 2012 20:30 P2P3 | 25             | Set 1 Set 2 Set 3 | 15 12 4    | Gimnasio Universitario UACJ, Ciudad Juárez Público: 600 Árbitro(s): BRA Luiz Coutinho ARG Christian Chunco |

| 14 de julho de 2012 16:00 P2P3 | Canadá | 3 — 0             | Colômbia | Gimnasio Universitario UACJ, Ciudad Juárez Público: 3507 Árbitro(s): PER Raúl Zelada PUR Edgardo Laforest |
| 14 de julho de 2012 16:00 P2P3 | 25     | Set 1 Set 2 Set 3 | 12 19 6  | Gimnasio Universitario UACJ, Ciudad Juárez Público: 3507 Árbitro(s): PER Raúl Zelada PUR Edgardo Laforest |

| 14 de julho de 2012 16:00 P2P3 | República Dominicana | 3 — 0             | Porto Rico | Gimnasio Del COBACH, Chihuahua Público: 2 500 Árbitro(s): MEX Luís Macias TTO Brian Charles |
| 14 de julho de 2012 16:00 P2P3 | 25                   | Set 1 Set 2 Set 3 | 22 19 23   | Gimnasio Del COBACH, Chihuahua Público: 2 500 Árbitro(s): MEX Luís Macias TTO Brian Charles |

| 14 de julho de 2012 18:00 P2P3 | Estados Unidos | 1 — 3                   | Cuba        | Gimnasio Del COBACH, Chihuahua Público: 4 000 Árbitro(s): ARG Christian Chunco CRC Marvin Mora |
| 14 de julho de 2012 18:00 P2P3 | 18 23 25 19    | Set 1 Set 2 Set 3 Set 4 | 25 8br />25 | Gimnasio Del COBACH, Chihuahua Público: 4 000 Árbitro(s): ARG Christian Chunco CRC Marvin Mora |

| 15 de julho de 2012 16:00 P2P3 | Porto Rico | 3 — 0             | Canadá   | Gimnasio Del COBACH, Chihuahua Público: 1 000 Árbitro(s): CRC Marvin Mora ARG Christian Chunco |
| 15 de julho de 2012 16:00 P2P3 | 25         | Set 1 Set 2 Set 3 | 20 18 20 | Gimnasio Del COBACH, Chihuahua Público: 1 000 Árbitro(s): CRC Marvin Mora ARG Christian Chunco |

| 15 de julho de 2012 16:00 P2P3 | Estados Unidos | 3 — 1                   | Colômbia   | Gimnasio Universitario UACJ, Ciudad Juárez Público: 8506 Árbitro(s): BRA Luiz Coutinho PER Raúl Zelada |
| 15 de julho de 2012 16:00 P2P3 | 25             | Set 1 Set 2 Set 3 Set 4 | 27 21 3 17 | Gimnasio Universitario UACJ, Ciudad Juárez Público: 8506 Árbitro(s): BRA Luiz Coutinho PER Raúl Zelada |

| 15 de julho de 2012 21:16 P2P3 | República Dominicana | 2 — 3                         | Cuba        | Gimnasio Universitario UACJ, Ciudad Juárez Público: 2 100 Árbitro(s): TTO Brian Charles MEX Luís Macias |
| 15 de julho de 2012 21:16 P2P3 | 25 8 21 13           | Set 1 Set 2 Set 3 Set 4 Set 5 | 17 18 25 15 | Gimnasio Universitario UACJ, Ciudad Juárez Público: 2 100 Árbitro(s): TTO Brian Charles MEX Luís Macias |

| 16 de julho de 2012 16:00 P2P3 | Cuba    | 2 — 3                         | Canadá      | Gimnasio Del COBACH, Chihuahua Público: 1 500 Árbitro(s): MEX Luís Macias USA William Stanley |
| 16 de julho de 2012 16:00 P2P3 | 23 25 7 | Set 1 Set 2 Set 3 Set 4 Set 5 | 25 17 22 15 | Gimnasio Del COBACH, Chihuahua Público: 1 500 Árbitro(s): MEX Luís Macias USA William Stanley |

| 16 de julho de 2012 16:00 P2P3 | Porto Rico | 3 — 0             | Colômbia | Gimnasio Universitario UACJ, Ciudad Juárez Público: 200 Árbitro(s): PER Raúl Zelada BRA Luiz Coutinho |
| 16 de julho de 2012 16:00 P2P3 | 25         | Set 1 Set 2 Set 3 | 22 15 20 | Gimnasio Universitario UACJ, Ciudad Juárez Público: 200 Árbitro(s): PER Raúl Zelada BRA Luiz Coutinho |

| 16 de julho de 2012 18:45 P2P3 | Estados Unidos | 3 — 2                         | República Dominicana | Gimnasio Del COBACH, Chihuahua Público: 2 800 Árbitro(s): CRC Marvin Mora ARG Christian Chunco |
| 16 de julho de 2012 18:45 P2P3 | 24 25 15       | Set 1 Set 2 Set 3 Set 4 Set 5 | 26 15 22 12          | Gimnasio Del COBACH, Chihuahua Público: 2 800 Árbitro(s): CRC Marvin Mora ARG Christian Chunco |

## Grupo B
|     |                   |     | Jogos | Jogos | Jogos | Resultados | Resultados | Resultados | Resultados | Resultados | Resultados | Sets | Sets | Sets  | Pontos | Pontos | Pontos |
| Pos | Equipe            | Pts | T     | V     | D     | 3–0        | 3–1        | 3–2        | 2–3        | 1–3        | 0–3        | V    | P    | R     | V      | P      | R      |
| --- | ----------------- | --- | ----- | ----- | ----- | ---------- | ---------- | ---------- | ---------- | ---------- | ---------- | ---- | ---- | ----- | ------ | ------ | ------ |
| 1   | Brasil            | 15  | 5     | 5     | 0     | 5          | 0          | 0          | 0          | 0          | 0          | 15   | 0    | MAX   | 377    | 365    | 1.033  |
| 2   | Peru              | 12  | 5     | 4     | 1     | 3          | 1          | 0          | 0          | 0          | 1          | 12   | 4    | 3,000 | 360    | 300    | 1.200  |
| 3   | Argentina         | 9   | 5     | 3     | 2     | 3          | 0          | 0          | 0          | 1          | 1          | 10   | 6    | 1.667 | 378    | 316    | 1.196  |
| 4   | Costa Rica        | 5   | 5     | 2     | 3     | 0          | 1          | 1          | 0          | 0          | 3          | 6    | 12   | 0.500 | 325    | 422    | 0.770  |
| 5   | Trinidad e Tobago | 4   | 5     | 1     | 4     | 0          | 1          | 0          | 1          | 0          | 3          | 5    | 13   | 0.385 | 353    | 424    | 0.833  |
| 6   | México            | 0   | 5     | 0     | 5     | 0          | 0          | 0          | 0          | 2          | 3          | 2    | 15   | 0.133 | 327    | 419    | 0.780  |

Resultados
| 12 de julho de 2012 15:00 P2P3 | Brasil | 3 — 0             | Costa Rica | Gimnasio Del COBACH, Chihuahua Público: 1 500 Árbitro(s): COL Misael Galindo PUR Edgardo Laforest |
| 12 de julho de 2012 15:00 P2P3 | 25     | Set 1 Set 2 Set 3 | 9 15 3     | Gimnasio Del COBACH, Chihuahua Público: 1 500 Árbitro(s): COL Misael Galindo PUR Edgardo Laforest |

| 12 de julho de 2012 17:00 P2P3 | Argentina | 1 — 3                   | Peru  | Gimnasio Del COBACH, Chihuahua Público: 2 500 Árbitro(s): DOM Denny Céspedes USA William Stanley |
| 12 de julho de 2012 17:00 P2P3 | 25 21 6   | Set 1 Set 2 Set 3 Set 4 | 14 25 | Gimnasio Del COBACH, Chihuahua Público: 2 500 Árbitro(s): DOM Denny Céspedes USA William Stanley |

| 12 de julho de 2012 21:00 P2P3 | México     | 1 — 3                   | Trinidad e Tobago | Gimnasio Del COBACH, Chihuahua Público: 4 000 Árbitro(s): CAN Andrew Robb CUB Lourdes Pérez |
| 12 de julho de 2012 21:00 P2P3 | 25 20 25 9 | Set 1 Set 2 Set 3 Set 4 | 27 25 17 25       | Gimnasio Del COBACH, Chihuahua Público: 4 000 Árbitro(s): CAN Andrew Robb CUB Lourdes Pérez |

| 13 de julho de 2012 16:00 P2P3 | Argentina | 3 — 0             | Trinidad e Tobago | Gimnasio Del COBACH, Chihuahua Público: 400 Árbitro(s): USA William Stanley CUB Lourdes Pérez |
| 13 de julho de 2012 16:00 P2P3 | 26 25     | Set 1 Set 2 Set 3 | 24 14 3           | Gimnasio Del COBACH, Chihuahua Público: 400 Árbitro(s): USA William Stanley CUB Lourdes Pérez |

| 13 de julho de 2012 18:00 P2P3 | Brasil | 3 — 0             | Peru    | Gimnasio Del COBACH, Chihuahua Público: 800 Árbitro(s): PUR Edgardo Laforest CAN Andrew Robb |
| 13 de julho de 2012 18:00 P2P3 | 25     | Set 1 Set 2 Set 3 | 11 19 6 | Gimnasio Del COBACH, Chihuahua Público: 800 Árbitro(s): PUR Edgardo Laforest CAN Andrew Robb |

| 13 de julho de 2012 20:00 P2P3 | México          | 1 — 3                   | Costa Rica | Gimnasio Del COBACH, Chihuahua Público: 1 500 Árbitro(s): DOM Denny Céspedes COL Misael Galindo |
| 13 de julho de 2012 20:00 P2P3 | 27 18<br /20 47 | Set 1 Set 2 Set 3 Set 4 | 25 49      | Gimnasio Del COBACH, Chihuahua Público: 1 500 Árbitro(s): DOM Denny Céspedes COL Misael Galindo |

| 14 de julho de 2012 18:00 P2P3 | Brasil | 3 — 0             | Trinidad e Tobago | Gimnasio Universitario UACJ, Ciudad Juárez Público: 650 Árbitro(s): COL Misael Galindo CAN Andrew Robb |
| 14 de julho de 2012 18:00 P2P3 | 25     | Set 1 Set 2 Set 3 | 16 4              | Gimnasio Universitario UACJ, Ciudad Juárez Público: 650 Árbitro(s): COL Misael Galindo CAN Andrew Robb |

| 14 de julho de 2012 20:00 P2P3 | Peru | 3 — 0             | Costa Rica  | Gimnasio Universitario UACJ, Ciudad Juárez Público: 400 Árbitro(s): CUB Lourdes Pérez DOM Denny Céspedes |
| 14 de julho de 2012 20:00 P2P3 | 25   | Set 1 Set 2 Set 3 | 11 4 br />5 | Gimnasio Universitario UACJ, Ciudad Juárez Público: 400 Árbitro(s): CUB Lourdes Pérez DOM Denny Céspedes |

| 14 de julho de 2012 20:26 P2P3 | México  | 0 — 3             | Argentina | Gimnasio Del COBACH, Chihuahua Público: 4 000 Árbitro(s): BRA Luiz Coutinho USA William Stanley |
| 14 de julho de 2012 20:26 P2P3 | 15 19 8 | Set 1 Set 2 Set 3 | 25        | Gimnasio Del COBACH, Chihuahua Público: 4 000 Árbitro(s): BRA Luiz Coutinho USA William Stanley |

| 15 de julho de 2012 18:00 P2P3 | Brasil | 3 — 0             | Argentina   | Gimnasio Del COBACH, Chihuahua Público: 3 0000 Árbitro(s): CAN Andrew Robb COL Misael Galindo |
| 15 de julho de 2012 18:00 P2P3 | 25     | Set 1 Set 2 Set 3 | 20 5 br />7 | Gimnasio Del COBACH, Chihuahua Público: 3 0000 Árbitro(s): CAN Andrew Robb COL Misael Galindo |

| 15 de julho de 2012 18:21 P2P3 | Costa Rica     | 3 — 2                         | Trinidad e Tobago | Gimnasio Universitario UACJ, Ciudad Juárez Público: 1 500 Árbitro(s): PUR Edgardo Laforest CUB Lourdes Pérez |
| 15 de julho de 2012 18:21 P2P3 | 25 24 19 25 15 | Set 1 Set 2 Set 3 Set 4 Set 5 | 22 26 25 2 12     | Gimnasio Universitario UACJ, Ciudad Juárez Público: 1 500 Árbitro(s): PUR Edgardo Laforest CUB Lourdes Pérez |

| 15 de julho de 2012 20:03 P2P3 | México  | 0 — 3             | Peru | Gimnasio Del COBACH, Chihuahua Público: 3 500 Árbitro(s): USA William Stanley DOM Denny Céspedes |
| 15 de julho de 2012 20:03 P2P3 | 18 19 7 | Set 1 Set 2 Set 3 | 25   | Gimnasio Del COBACH, Chihuahua Público: 3 500 Árbitro(s): USA William Stanley DOM Denny Céspedes |

| 16 de julho de 2012 18:00 P2P3 | Peru  | 3 — 0             | Trinidad e Tobago | Gimnasio Universitario UACJ, Ciudad Juárez Público: 400 Árbitro(s): COL Misael Galindo CAN Andrew Robb |
| 16 de julho de 2012 18:00 P2P3 | 25 27 | Set 1 Set 2 Set 3 | 15 20 12          | Gimnasio Universitario UACJ, Ciudad Juárez Público: 400 Árbitro(s): COL Misael Galindo CAN Andrew Robb |

| 16 de julho de 2012 20:00 P2P3 | Argentina | 3 — 0             | Costa Rica | Gimnasio Universitario UACJ, Ciudad Juárez Público: 200 Árbitro(s): CUB Lourdes Pérez PUR Edgardo Laforest |
| 16 de julho de 2012 20:00 P2P3 | 25 27     | Set 1 Set 2 Set 3 | 14 22 8    | Gimnasio Universitario UACJ, Ciudad Juárez Público: 200 Árbitro(s): CUB Lourdes Pérez PUR Edgardo Laforest |

| 16 de julho de 2012 21:55 P2P3 | México  | 0 — 3             | Brasil | Gimnasio Del COBACH, Chihuahua Público: 2 500 Árbitro(s): DOM Denny Céspedes TTO Brian Charles |
| 16 de julho de 2012 21:55 P2P3 | 14 9 21 | Set 1 Set 2 Set 3 | 25     | Gimnasio Del COBACH, Chihuahua Público: 2 500 Árbitro(s): DOM Denny Céspedes TTO Brian Charles |

## Classificação do 7º ao 10º lugares
Resultados
| 18 de julho de 2012 16:00 P2P3 | Costa Rica     | 2 — 3                         | Canadá         | Gimnasio Del COBACH, Chihuahua Público: 500 Árbitro(s): PER Raúl Zelada BRA Luiz Coutinho |
| 18 de julho de 2012 16:00 P2P3 | 22 25 16 25 13 | Set 1 Set 2 Set 3 Set 4 Set 5 | 25 18 25 13 15 | Gimnasio Del COBACH, Chihuahua Público: 500 Árbitro(s): PER Raúl Zelada BRA Luiz Coutinho |

| 18 de julho de 2012 18:43 P2P3 | Porto Rico | 3 — 1                   | Trinidad e Tobago | Gimnasio Universitario UACJ, Ciudad Juárez Público: 800 Árbitro(s): CUB Lourdes Pérez MEX Luís Macias |
| 18 de julho de 2012 18:43 P2P3 | 25         | Set 1 Set 2 Set 3 Set 4 | 27 11 19 17       | Gimnasio Universitario UACJ, Ciudad Juárez Público: 800 Árbitro(s): CUB Lourdes Pérez MEX Luís Macias |

## Décimo primeiro lugar
Resultado
| 18 de julho de 2012 21:09 P2P3 | Colômbia        | 3 — 2                         | México             | Gimnasio Del COBACH, Chihuahua Público: 750 Árbitro(s): DOM Denny Céspedes ARG Christian Chunco |
| 18 de julho de 2012 21:09 P2P3 | '25 21 25 21 15 | Set 1 Set 2 Set 3 Set 4 Set 5 | 23 25br />16 25 13 | Gimnasio Del COBACH, Chihuahua Público: 750 Árbitro(s): DOM Denny Céspedes ARG Christian Chunco |

## Quartas de final
Resultados
| 18 de julho de 2012 18:00 P2P3 | Cuba  | 3 — 0             | Argentina | Gimnasio Del COBACH, Chihuahua Público: 2 000 Árbitro(s): CAN Andrew Robb TTO Brian Charles |
| 18 de julho de 2012 18:00 P2P3 | 25 27 | Set 1 Set 2 Set 3 | 16 13 20  | Gimnasio Del COBACH, Chihuahua Público: 2 000 Árbitro(s): CAN Andrew Robb TTO Brian Charles |

| 18 de julho de 2012 20:00 P2P3 | Peru     | 0 — 3             | República Dominicana | Gimnasio Del COBACH, Chihuahua Público: 2 700 Árbitro(s): USA William Stanley COL Misael Galindo |
| 18 de julho de 2012 20:00 P2P3 | 17 16 20 | Set 1 Set 2 Set 3 | 25                   | Gimnasio Del COBACH, Chihuahua Público: 2 700 Árbitro(s): USA William Stanley COL Misael Galindo |

## Classificação do 5º ao 8º lugares
Resultados
| 19 de julho de 2012 16:00 P2P3 | Canadá          | 1 — 3                   | Argentina   | Gimnasio Universitario UACJ, Ciudad Juárez Público: 150 Árbitro(s): USA William Stanley BRA Luiz Coutinho |
| 19 de julho de 2012 16:00 P2P3 | 25 14<br /24 14 | Set 1 Set 2 Set 3 Set 4 | 23 25 26 25 | Gimnasio Universitario UACJ, Ciudad Juárez Público: 150 Árbitro(s): USA William Stanley BRA Luiz Coutinho |

| 19 de julho de 2012 18:28 P2P3 | Porto Rico | 3 — 1                   | Peru        | Gimnasio Universitario UACJ, Ciudad Juárez Público: 300 Árbitro(s): COL Misael Galindo CAN Andrew Robb |
| 19 de julho de 2012 18:28 P2P3 | 24 25      | Set 1 Set 2 Set 3 Set 4 | 26 15 18 21 | Gimnasio Universitario UACJ, Ciudad Juárez Público: 300 Árbitro(s): COL Misael Galindo CAN Andrew Robb |

## Nono lugar
Resultado
| 19 de julho de 2012 20:53 P2P3 | Costa Rica      | 3 — 2                         | Trinidad e Tobago | Gimnasio Universitario UACJ, Ciudad Juárez Público: 150 Árbitro(s): PUR Edgardo Laforest CUB Lourdes Pérez |
| 19 de julho de 2012 20:53 P2P3 | '25 21 25 20 15 | Set 1 Set 2 Set 3 Set 4 Set 5 | 19 25br />15 25 6 | Gimnasio Universitario UACJ, Ciudad Juárez Público: 150 Árbitro(s): PUR Edgardo Laforest CUB Lourdes Pérez |

## Semifinais
Resultados
| 19 de julho de 2012 18:00 P2P3 | Brasil      | 3 — 1                   | Cuba        | Gimnasio Del COBACH, Chihuahua Público: 4 500 Árbitro(s): DOM Denny Céspedes TTO Brian Charles |
| 19 de julho de 2012 18:00 P2P3 | 27 25 19 25 | Set 1 Set 2 Set 3 Set 4 | 25 18 25 18 | Gimnasio Del COBACH, Chihuahua Público: 4 500 Árbitro(s): DOM Denny Céspedes TTO Brian Charles |

| 19 de julho de 2012 20:31 P2P3 | Estados Unidos | 3 — 1                   | República Dominicana | Gimnasio Del COBACH, Chihuahua Público: 4 500 Árbitro(s): MEX Luís Macias CRC Marvin Mora |
| 19 de julho de 2012 20:31 P2P3 | 25 26 24 25    | Set 1 Set 2 Set 3 Set 4 | 20 24 26 16          | Gimnasio Del COBACH, Chihuahua Público: 4 500 Árbitro(s): MEX Luís Macias CRC Marvin Mora |

## Sétimo lugar
Resultado
| 20 de julho de 2012 14:00 P2P3 | Canadá   | 0 — 3             | Peru     | Gimnasio Del COBACH, Chihuahua Público: 800 Árbitro(s): COL Misael Galindo PUR Edgardo Laforest |
| 20 de julho de 2012 14:00 P2P3 | 19 28 21 | Set 1 Set 2 Set 3 | 25 30 25 | Gimnasio Del COBACH, Chihuahua Público: 800 Árbitro(s): COL Misael Galindo PUR Edgardo Laforest |

## Quinto lugar
Resultado
| 20 de julho de 2012 16:00 P2P3 | Argentina | 0 — 3             | Porto Rico | Gimnasio Del COBACH, Chihuahua Público: 3 500 Árbitro(s): CUB Lourdes Pérez TTO Brian Charles |
| 20 de julho de 2012 16:00 P2P3 | 25        | Set 1 Set 2 Set 3 | 6 22 9<br  | Gimnasio Del COBACH, Chihuahua Público: 3 500 Árbitro(s): CUB Lourdes Pérez TTO Brian Charles |

## Terceiro lugar
Resultado
| 20 de julho de 2012 18:07 P2P3 | Cuba           | 3—2                           | República Dominicana | Gimnasio Del COBACH, Chihuahua Público: 4 501 Árbitro(s): CRC Marvin Mora USA William Stanley |
| 20 de julho de 2012 18:07 P2P3 | 25 28 23 18 15 | Set 1 Set 2 Set 3 Set 4 Set 5 | 21 26 25 12          | Gimnasio Del COBACH, Chihuahua Público: 4 501 Árbitro(s): CRC Marvin Mora USA William Stanley |

## Final
Resultado
| 20 de julho de 2012 21:05 P2P3 | Brasil         | 2 —3                          | Estados Unidos | Gimnasio Del COBACH, Chihuahua Público: 4 502 Árbitro(s): DOM Denny Céspedes MEX Luís Macias |
| 20 de julho de 2012 21:05 P2P3 | 30 25 22 21 11 | Set 1 Set 2 Set 3 Set 4 Set 5 | 28 18 25 15    | Gimnasio Del COBACH, Chihuahua Público: 4 502 Árbitro(s): DOM Denny Céspedes MEX Luís Macias |